# Diego de Barrionuevo y Peralta
Diego de Barrionuevo y Peralta (Madrid, ¿?-¿?) fue un diplomático y político español al servicio de Felipe III y Felipe IV.

## Biografía
Nació en el seno de una familia noble, asentada en Madrid. Fue hijo de Gabriel de Peralta, y María de Solier. Por su padre fue nieto de García de Barrionuevo y Francisca Ximénez de Peralta, ambos madrileños. Fueron sus abuelos maternos los madrileños, Alonso Fernández de Peralta e Isabel de Solier. 
Tuvo Diego un hermano, Jerónimo que llegaría a ser arcediano de Osma.
Junto con Jerónimo de Barrionuevo, fue procurador por la villa de Madrid en las cortes de 1598.En esta población llegaría a desarrollar distintos cargos municipales llegando a ser regidor y alguacil mayor. Hacia 1600, como regidor, fue uno de los primeros en alertar del traslado de la corte a Valladolid, donde permanecería desde ese año hasta 1606.
En 1601 le fue otorgado el hábito de la orden de Santiago por Felipe III, siéndole despachado por el consejo de Órdenes en 1604. El 24 de julio de 1613 fue comisionado por la villa de Madrid, con permiso del Felipe III,  para intervenir en Roma a favor de la canonización de Isidro Labrador. Esta canonización se produciría finalmente el 12 de marzo de 1622, por el papa Gregorio XV. finalmente, la ceremonia incluyó no solo al santo madrileño, sino otros santos españoles, Ignacio de Loyola, Francisco Javier, Teresa de Jesús y el florentino Felipe Neri. El escudo de Barrionuevo se dispuso en el escenario de la canonización en la basílica de San Pedro, junto con los de Felipe IV, de Madrid y de Francisco Fernández de la Cueva, VII duque de Alburquerque (embajador de Felipe IV en Roma).
En el momento de despedirse de Gregorio XV, antes de su vuelta a Madrid, este atribuyó a Diego de Barrionuevo, tal mérito y esfuerzos en la canonización, que dijo que bien podía levantarse una estatua.
Hacía 1624 era propietario de unas casas en la calle de San José en la parroquia de San Martín de Madrid.
Murió después de 1625.

## Matrimonios e hijos
Casó en primeras nupcias con Micaela de Guevara y Salinas (Torrelaguna, ¿?-¿?) teniendo un hijo, Gabriel de Barrionuevo, caballero de la Orden de Santiago. En segundas nupcias estuvo casado con Isabel de Avendaño, de quién no tuvo sucesión. Dice Álvarez Baena, que era Isabel de Avendaño una mujer muy virtuosa y que antes de partir con su marido a Roma, consultó a Mariana de Jesús y que esta les dijo que tendrían éxito en la gestión encomendada a Diego por la Villa de Madrid.
Diego de Barrionuevo tuvo una nieta, casada con Agustín del Yerro.

## Órdenes y cargos

### Órdenes
- Caballero de la Orden de Santiago (13 de marzo de 1604)[14][15]

### Cargos
- Procurador por Madrid en las Cortes de 1598.[15]
- Regidor perpetuo de Madrid.[15]
- Alguacil mayor de la villa de Madrid.[15]
- Alguacil mayor del Consejo de la Inquisición.[15]
- Gentilhombre de boca, al servicio del infante don Carlos (hijo de Felipe III y hermano de Felipe IV)[15]

### Individuales
1. ↑  Quintana, Jerónimo de (1629). «Libro segundo. Capítulo LXXIII. Apellido de Barrionuevo». A la muy antigua, noble y coronada villa de Madrid: historia de su antiguedad, nobleza y grandeza. Imprenta del reyno. p. 195v. Consultado el 7 de diciembre de 2023.
2. ↑  Olmeda, Félix Salgado (12 de noviembre de 2020). DATOS BIOGRÁFICOS Y PROSOPOGRÁFICOS DE LOS PROCURADORES EN CORTES DE CASTILLA POR GUADALAJARA DESDE EL REINADO DE LOS REYES CATÓLICOS HASTA [...]. Bubok. ISBN 978-84-685-5473-0. Consultado el 6 de diciembre de 2023.
3. ↑  González de Amezúa y Mayo, Agustín (1912). «Nota 11». El casamiento engañoso y El coloquio de los perros : novelas ejemplares de Miguel de Cervantes Saavedra. Madrid : Bailly-Bailliere. p. 9. Consultado el 7 de diciembre de 2023.
4. ↑  «Expediente para la concesión del título de caballero de la orden de Santiago a Diego de Barrionuevo». Portal de Archivos Españoles. Abril de 1604.
5. ↑  Gutiérrez Álvarez, 2018, pp. 242-244.
6. ↑  Colomer, José Luis (2003). Arte y diplomacia de la monarquía hispánica en el siglo XVII. CEEH. pp. 222, 226. ISBN 978-84-933403-0-8. Consultado el 6 de diciembre de 2023.
7. ↑  Labarga, Fermín (15 de mayo de 2020). «1622 o la canonización de la Reforma Católica». Anuario de Historia de la Iglesia 29: 73-126. ISSN 2174-0887. doi:10.15581/007.29.009. Consultado el 7 de diciembre de 2023.
8. ↑  Álvarez Baena, 2018, p. 313.
9. ↑  Saltillo, Miguel Lasso de la Vega y López de Tejada, IX marqués del (1944). «El Real Monasterio de la Encarnación y artistas que allí trabajaron (1614-1621)». Revista de la Biblioteca, Archivo y Museo (50): 267-292. ISSN 0210-4342. Consultado el 7 de diciembre de 2023.
10. ↑  Pérez Pastor, Cristóbal (1908). «Nuevos datos acerea del histrionismo español en los siglos XVI y XVII (suite)». Bulletin hispanique 10 (3): 243-258. doi:10.3406/hispa.1908.1570. Consultado el 7 de diciembre de 2023.
11. ↑  Almansa y Mendoza, Andrés de (1886). Cartas: novedades de esta corte y avisos recibidos de otras partes : 1621-1626. Ginesta. p. 254. Consultado el 7 de diciembre de 2023.
12. ↑  Álvarez Baena, 1789, pp. 313-314.
13. ↑  Barrionuevo, Jerónimo de (1892). Avisos de D. Jerónimo de Barrionuevo (1654-1658) I. M. Tello. p. 290. Consultado el 7 de diciembre de 2023.
14. ↑  «Pruebas para la concesión de Título de Caballero de la Orden de Santiago de Diego de Barrionuevo de Peralta y Hernández, natural de Madrid». Portal de Archivos Españoles. 1604.
15. 1 2 3 4 5 6  Álvarez Baena, 1789, p. 313.